# Ancistrus triradiatus
Ancistrus triradiatus és una espècie de peix de la família dels loricàrids i de l'ordre dels siluriformes que es troba a Sud-amèrica: afluents del riu Orinoco i de la conca del llac Maracaibo.
Els mascles poden assolir els 9,2 cm de longitud total.